# Cyclosa concolor
Cyclosa concolor là một loài nhện trong họ Araneidae.
Loài này thuộc chi Cyclosa. Cyclosa concolor được Lodovico di Caporiacco miêu tả năm 1933.